# Hajar Adnane
Hajar Adnane (en arabe : هاجر عدنان), née le 31 août 1986 à Casablanca, est une chanteuse marocaine.

## Biographie
Hajar Adnane grandit à Laâyoune ; elle a une sœur et un frère dont elle est l’aînée.
Elle fait des études universitaires en sciences économiques à Agadir puis se tourne vers une carrière musicale.
En 2005, elle fait un premier pas dans la musique en participant à l'émission Studio 2m.
Deux ans plus tard, elle est sélectionnée pour être candidate à la Star Academy Maghreb et remporte la finale, mais entre ensuite en conflit avec les producteurs de l’émission,.
En parallèle de sa carrière musicale, elle tient un rôle dans deux saisons de la série télévisée Dar el warata (ar), diffusée sur la chaine marocaine SNRT
En 2011, elle concilie sa carrière de chanteuse et son travail au sein d’une banque.
En août 2015, elle annonce son mariage sur les réseaux sociaux.